# Roger Chupin
Roger Chupin (* 30. September 1921 in Avrillé (Maine-et-Loire); † 2. November 2002 in Paris) war ein französischer Radrennfahrer.

## Sportliche Laufbahn
Als Amateur siegte er im Eintagesrennen Paris–Béthizy. Von 1946 bis 1958 fuhr er als Berufsfahrer. Sein erstes Radsportteam war Mercier-Hutchinson. In seiner ersten Saison als Profi gewann er die Rennen Tour du Cantal, Circuit lyonnais und wurde Zweiter im Grand Prix de Plouay hinter Ange Le Strat. 1947 siegte er im Grand Prix du Courrier picard, im Eintagesrennen Paris–Limoges, wurde Zweiter bei Paris–Camembert und Dritter im Grand Prix de Plouay. 1948 entschied er eine Etappe der Portugal-Rundfahrt für sich, 1951 eine Etappe der Tour de l’Ouest und 1955 eine in der Marokko-Rundfahrt. Zweite Plätze holte er in den Rennen Paris–Clermont-Ferrand 1953, im Grand Prix d’Isbergues 1955 und in der Tour de l’Oise 1956.
Chupin startete viermal in der Tour de France. 1956 wurde er 82. des Endklassements. 1948, 1950 und 1953 schied er aus.